# Svetlana Žurova
Svetlana Sergeevna Bojarkina, coniugata Žurova (in russo Светлана Сергеевна Бояркина-Журова?; Pavlovo, 7 gennaio 1972), è un'ex pattinatrice di velocità su ghiaccio russa.

## Palmarès

### Olimpiadi
- Oro a Torino 2006 nei 500 metri.

### Mondiali - Sprint
- Oro a Hamar 1996 nei 500 metri.
- Oro a Heerenveen 2006.
- Argento a Calgary 1998 nei 500 metri.
- Argento a Heerenveen 1999 nei 500 metri.
- Argento a Nagano 2000 nei 500 metri.
- Bronzo a Salt Lake City 2001 nei 500 metri.